# مهره کمهاران
مهره کمهاران (به انگلیسی: Mohra Ghamiaran) یک شهر در پاکستان است که در اسلام‌آباد واقع شده‌است. مهره کمهاران ۵۹٬۶۲۰ نفر جمعیت دارد و ۵۱۲ متر بالاتر از سطح دریا واقع شده‌است.